# Huabiao

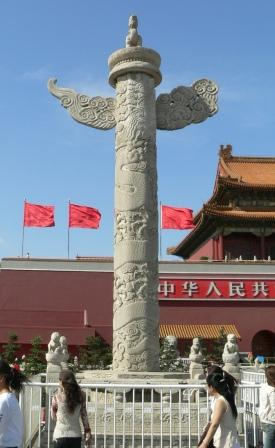
Um huabiao diante da Porta de Tiananmen em Pequim.

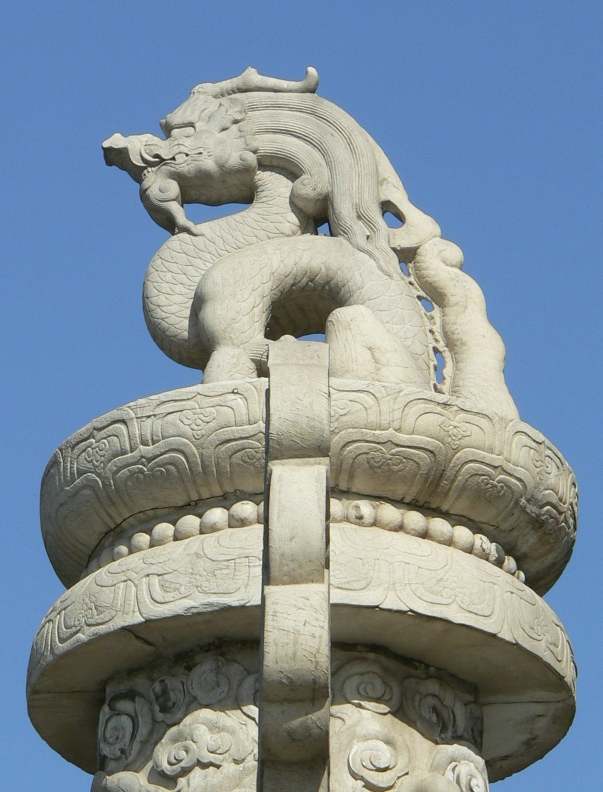
Criatura mítica no topo de um huabiao.

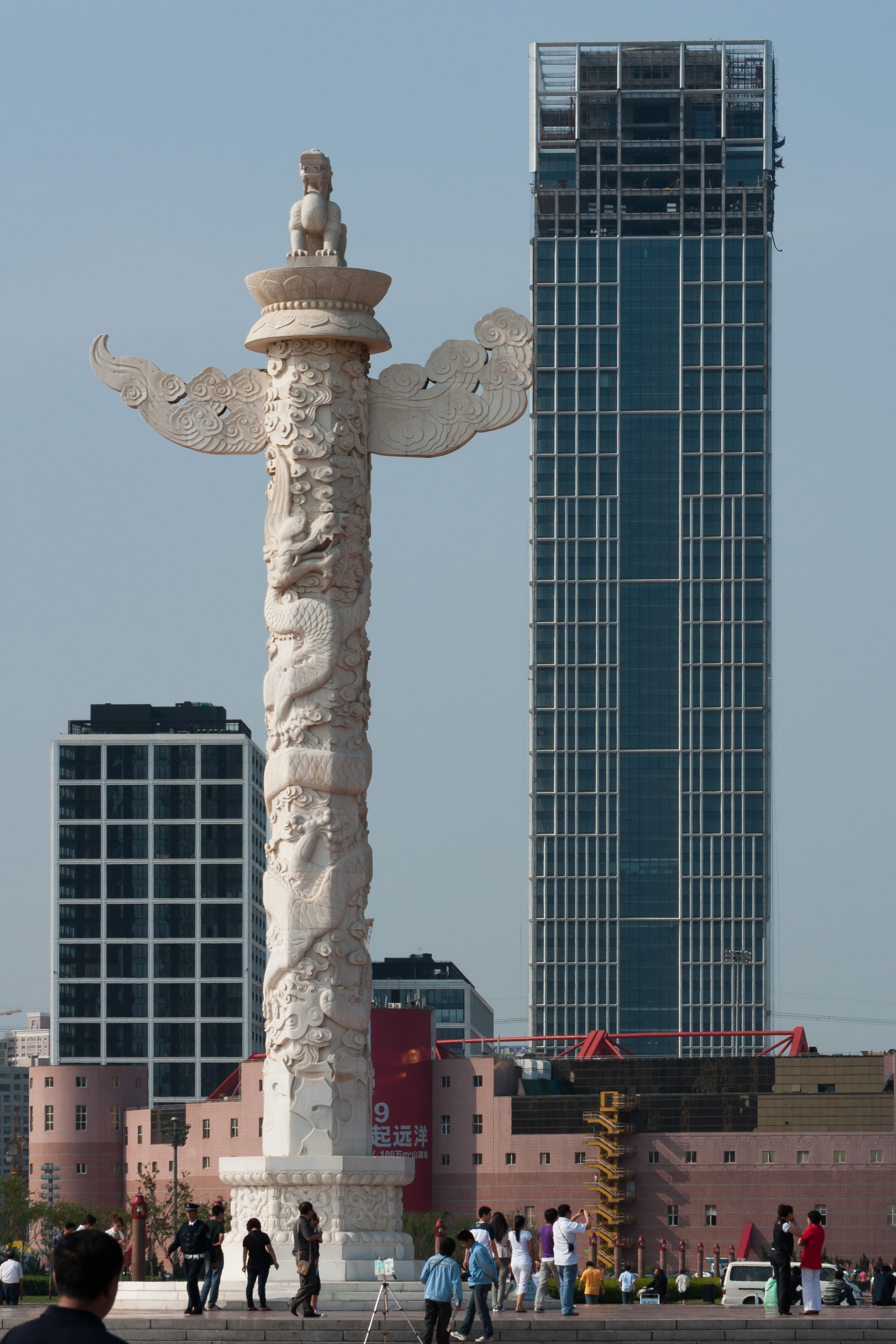
Um huabiao na Praça Xinghai em Dalian.

Huabiao (chinês simplificado: 华表; chinês tradicional: 華表; pinyin: huábiǎo) é um tipo de coluna cerimonial usado na  arquitetura chinesa. Tradicionalmente, Huabiao são erguidos diante de palácios e mausoléus. A proeminência de sua colocação tornou esse tipo de coluna um emblema da cultura chinesa. Quando erguidos fora de palácios, também podem ser denominados bangmu (ch. simplificado: 谤木; ch. tradicional: 謗木; pinyin: Bàng mù; literalmente: 'tábua de comentário'). Quando diante de mausoléus, também podem ser chamados shendaozhu (chinês: 神道柱; pinyin: Shéndào zhù; literalmente: 'colunas do caminho dos espíritos').

## Estrutura

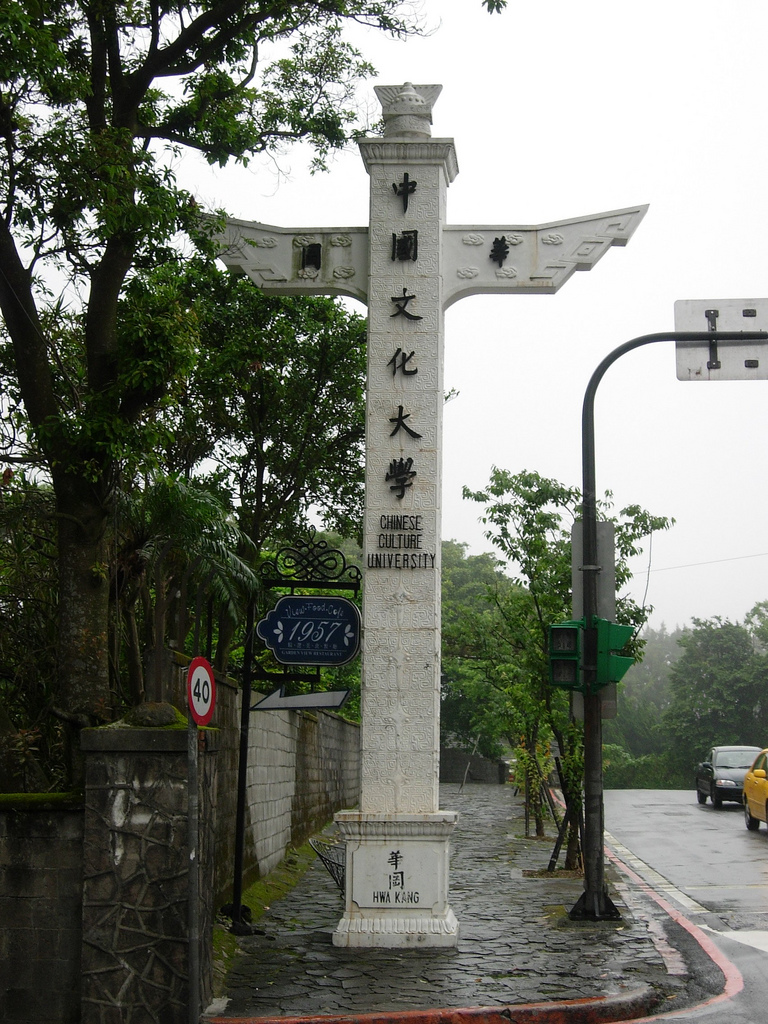
Um huabiao moderno na Universidade de Cultura Chinesa em Taipé.

Os huabiao existentes são tipicamente feitos de mármore branco. Um huabiao é composto via de regra por quatro elementos: a base, quadrada, é chamada sumeru, decorada com ilustrações em baixo-relevo de dragões, lótus e outros símbolos auspiciosos. Acima está a coluna propriamente dita, decorada com um dragão enrolado à volta e nuvens auspiciosas. Próximo ao topo, a coluna é cruzada por um placa horizontal no formato de nuvem. A coluna recebe no topo uma estrutura redonda chamada chenglupan (承露盤) "prato coletor do orvalho". No topo desse "prato" situa-se uma criatura mítica chamada denglong (em chinês:  蹬龙), um dos "nove filhos do dragão", do qual se diz ter o hábito de observar o céu. Seu papel é o de  comunicar o humor da população aos Céus.

## História
Os textos clássicos na China atribuem a criação dos huabiao a Shun, um lider lendário que tradicionalmente é datado dos séculos XXIII ou XXII a.C.  Alguns dizem que essas construções originaram-se dos totens de tribos antigas. O Huainanzi descreve o feibangmu (chinês simplificado: 诽谤木; chinês tradicional: 誹謗木; pinyin: Fěibàng mù), ou bangmu, literalmente "quadro de comentários", como a placa de madeira nas estradas principais que permite às pessoas escreverem críticas às políticas governamentais. Entretanto, a tradição mantém que em meados da dinastia Xia, um rei mudou o bangmu para a frente de seu palácio, de modo a tolher a crítica pública. Durante o reino de Li de Zhou, começou-se a monitorar que escrevia no bangmu e aqueles que criticassem o governo estavam sujeitos à morte, o que levou à progressiva diminuição do uso do bangmu para essas práticas.
Na dinastia Han, o bangmu tornou-se meramente um símbolo da responsabilidade do governo para com a população. Estes foram erguidos próximo a pontes, palácio, portões de cidades e mausoléus; o nome huabiao surgiu nesta época. Durante o período das dinastias do Norte e do Sul, a dinastia Liang restabeleceu a instituição do bangmu, com a instalação de caixas próximas aos bangmu. Aqueles que desejassem fazer comentários ou críticas às políticas governamentais poderiam postá-los nessas caixas. No entanto, por essa época, a coluna por ela própria não era mais tratada como espaço para comentários.
Acredita-se que por seu uso nas vias que levavam aos mausoléus dos dignitários, os huabiao substituíram as ornadas torres que, comuns durante a dinastia Han Oriental  (25 a 220 d.C.).

## Na atualidade
Mais recentemente, desenvolveu-se em certas partes da China uma tendência de criar réplicas dos huabiao clássicos, não raro maiores que as originais e fora de seu contexto clássico. Por exemplo, a praça Xinghai em Dalian, recebeu na década de 1990 um huabiao em seu centro, para comemorar a retomada pela China da soberania sobre  Hong Kong. Em 5 de agosto de 2016, o huabiao de Dalian foi demolido sem aviso pelo governo, uma vez que este considerou-o um projeto de vaidade, faraônico, de Bo Xilai (um ex-prefeito de Dalian que havia sido preso em 2013 por corrupção). A coluna estivera lá por 19 anos e tornara-se um símbolo da cidade. Seus habitantes ficaram irados, de acordo com os comentários postados posteriormente. A mídia e o governo silenciaram a respeito.
Durante a cerimônia de abertura dos Jogos Olímpicos de Verão de 2008, em Pequim, um par de huabiao fez parte da apresentação.